# Lactarius hysginus
Lactarius hysginus (Elias Magnus Fries, 1818 ex Elias Magnus Fries, 1838) din încrengătura Basidiomycota, în familia Russulaceae și de genul Lactarius este o specie de ciuperci necomestibile devenită rară care coabitează, fiind un simbiont micoriza (formează micorize pe rădăcinile arborilor). O denumire populară nu este cunoscută. În România, Basarabia și Bucovina de Nord trăiește în grupuri mai mici, pe sol acru, sărac în nutrienți, și umed, în păduri de conifere precum în cele mixte sub brazi și molizi, în plantaje de pini, uneori și sub  mesteceni, adesea prin luminișuri și la marginea lor. Apare de la deal la munte, cu predilecție în regiuni montane, din (august) septembrie până în noiembrie.

## Taxonomie

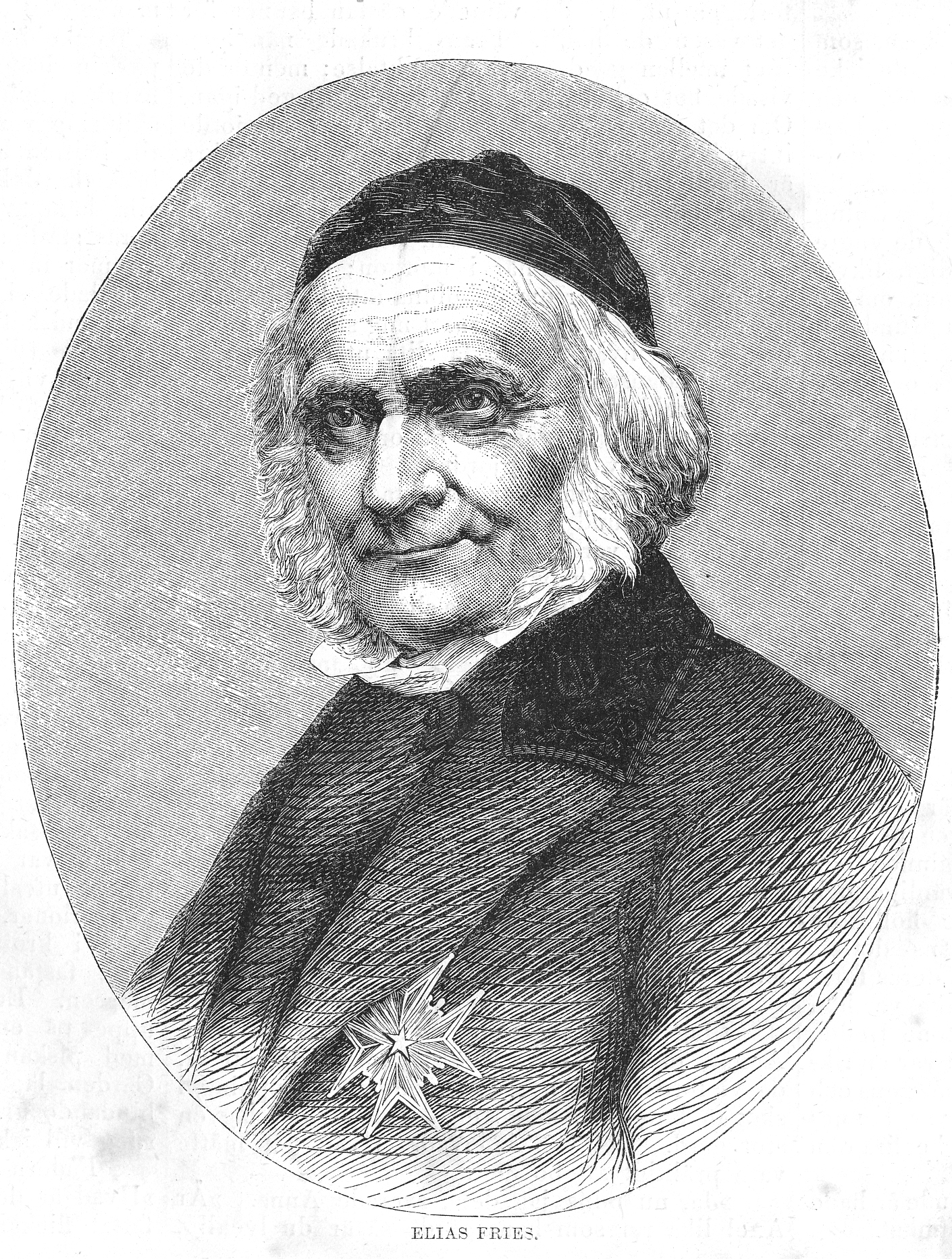
Elias Fries

Numele binomial a fost determinat drept Agaricus hysginus de renumitul savant suedez Elias Magnus Fries în volumul 2 al operei sale Observationes mycologicae din 1818 și transferat corect de el însuși la genul Lactarius sub păstrarea epitetului, de verificat în cartea sa Epicrisis systematis mycologici, seu synopsis hymenomycetum din 1838, fiind numele curent valabil (2021).
Taxonul micologului german Otto Kuntze din 1891, anume Lactifluus hysginus, nu s-a impus, dar este acceptat sinonim ca, de asemenea, variațiile Lactarius hysginus var. americanus și Lactarius hysginus var. subroseus, create de micologii americani Lexemuel Ray Hesler (1888-1977) și Alexander Hanchett Smith (1904-1986) (publicate în 1979).
Mai trebuie menționat, că soiul Lactarius curtus, descoperit de micologul bavarez Max Britzelmayr în 1885, este văzut adesea doar sinonim al speciei descrise aici, dar pare să fie unul independent, cum subliniază de exemplu comitetul de nomenclatură Mycobank.
Alte încercări de redenumire nu au fost făcute. 
Epitetul este derivat din cuvântul grec (greacă υσγινός=roșu-purpuriu), datorită culorii cuticulei.

## Descriere

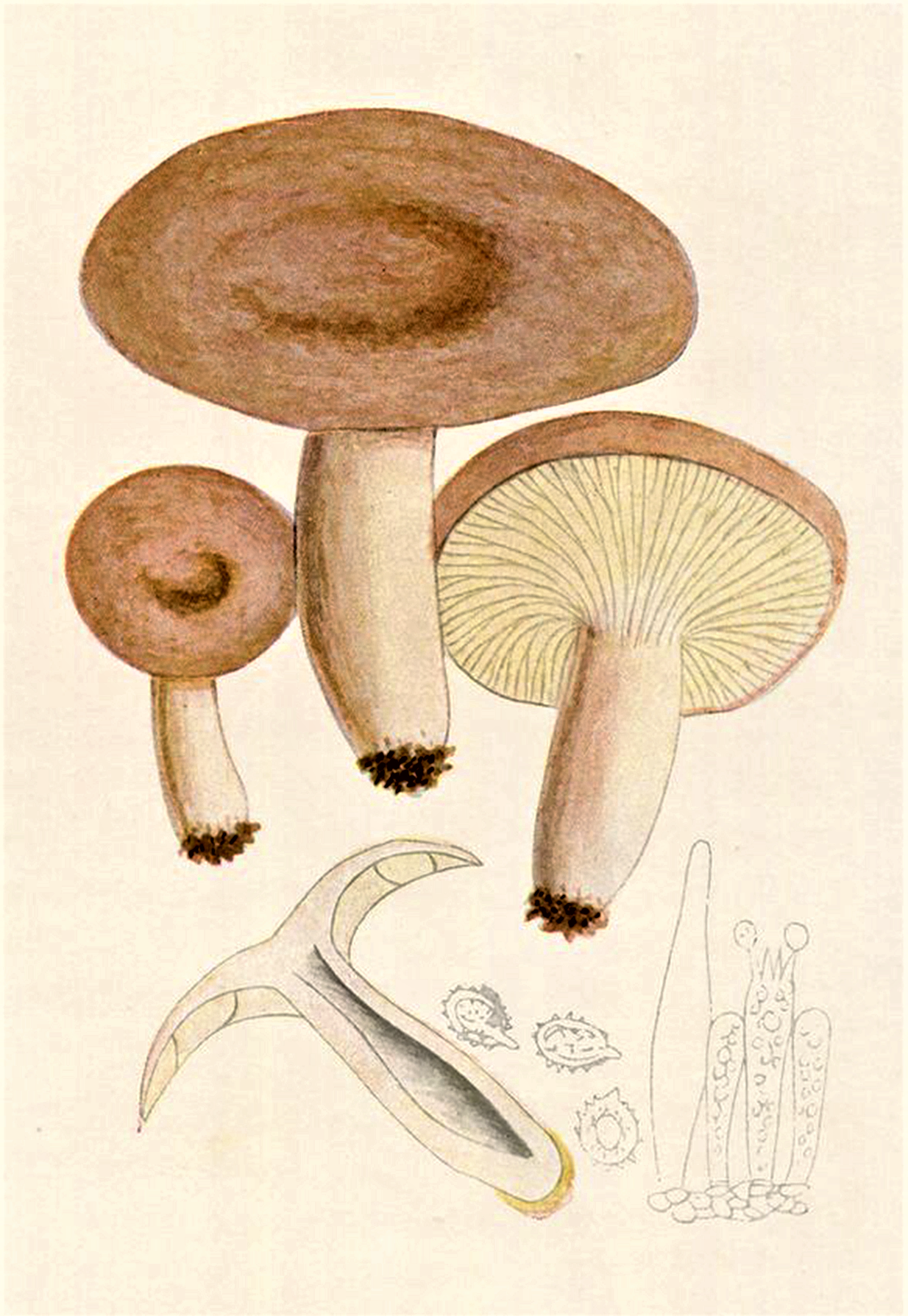
Bres.: Lactarius hysginus

- Pălăria: are un diametru de 5- 8 (12) cm, este destul de fragilă, la început semisferică cu marginea pentru mult timp răsfrântă în jos, apoi convexă, în sfârșit aplatizată și deprimată în centru, atunci cu marginea subțire și ascuțită. Cuticula care se poate decoji ușor este lucioasă și slab slinoasă, dar la umezeală mai mult sau mai puțin cleioasă, fiind puțin rugoasă radial spre mijloc. Coloritul este brun-roșiatic până brun-carneu, nu rar nuanțat violet.
- Lamelele: sunt nu prea înalte, subțiri, dese, cu lameluțe intercalate de lungime diferită, aderate la picior și cu avansarea în vârstă ocazional ușor decurente. Coloritul inițial palid gălbui, devine la maturitate ocru-gălbui.
- Piciorul: destul de puternic și scurt cu o înălțime de 3-5 (6) cm și o lățime de 1- 1,5 (2) cm, este cilindric, neted, prezentând însă adesea gropițe plate de culoare mai închisă, mai întâi împăiat, iar la bătrânețe gol pe dinăuntru, baza fiind tapițată cu un miceliu alb. Coloritul tijei poate fi palid ocru până slab maroniu, în vârstă brun roșiatic, iar spre vârf mai deschis. În tinerețe excretă picături apoase. Nu prezintă un inel.
- Carnea: este destul de subțire și fragilă, de culoare albă, sub cuticulă maronie. Mirosul, initial fructuos,  amintește după cules și la începutul uscării din ce înă ce mai intensiv de cicoare, leuștean sau condimentul Maggi⁠(de)[traduceți], gustul fiind extrem de iute.
- Laptele: alb, ce rămâne invariabil este în primul moment dulceag, dar foarte repede și el astfel de iute arzător ca carnea.[3][4]
- Caracteristici microscopice: are spori de 8-9 x 6-8 microni, globuloși până slab ovoidali echinulați, parțial amilozi (ce înseamnă colorabilitatea structurilor tisulare folosind reactivi de iod) și hialini (translucizi). Ornamentul pe exterior este crestat vărgat, fiind format din câteva veruci de până la 1 µm lungime, înălțate, izolate, turtite, și creste foarte largi, asemănătoare bavurilor. Pulberea lor este de un ocru deschis. Basidiile, cu în mod normal 4 sterigme fiecare, sunt clavate, uneori ceva bontite, măsurând 35-40 x 8-10 microni. Cistidele (celule de obicei izbitoare și sterile care pot apărea între basidii și himen, stratul fructifer) sunt fusiforme și ascuțite cu o dimensiune de 60-75 x 8-10 microni. Pleurocistidele (elemente sterile situate în himenul de pe fețele lamelor) de 45-90 × 8-10 microni sunt numeroase, fusiforme sau în formă de lanțetă și înălțate. Prezintă și multe cheilocistide (elemente sterile situate pe muchia lamelor) pe muchiile eterogene care sunt fusiforme până în formă de sticlă cu o dimensiune de 35-65 × 6-10 microni. Pileocistidele (elemente sterile de pe suprafața pălăriei) într-un trichoderm gros de 200-300 µm constau din hife translucide, ascendente și neregulat încolăcite, late de 2-3µm. Pileocistidele (elemente sterile de pe suprafața pălăriei) constând dintr-un trichoderm gros de 100-300 µm este format de hife translucide și maronii, mai mult sau mai puțin paralele, cu vârfuri late de 2-3µm, ascendente, preponderent ondulate cu capete rotunjite. [12][13]
- Reacții chimice: carnea se colorează cu anilină de fenol galben, apoi maroniu, carnea, lamelele și coaja tijei cu hidroxid de potasiu roșu purpuriu, și cu tinctură de Guaiacum încet de la roz-maroniu în gri-verzui.[14][15]

## Confuzii
Specia poate fi confundată în primul rând cu comestibilul Lactarius camphoratus, de miros asemănător, cu un miros mai slab de Maggi, un burete excelent de condiment), Lactarius helvus (comestibil uscat și pulverizat ca condiment, de altfel otrăvitor), Lactarius serifluus (necomestibil) sau Lactarius subumbonatus (necomestibil), toții, uscați, cu un miros asemănător de Maggi respectiv cicoare, leuștean sau schinduf. Mai există alte specii asemănătoare de alt miros, în majoritate necomestibile ca de exemplu Lactarius aurantiacus sin. Lactarius mitissimus (comestibil), Lactarius azonites (necomestibil), Lactarius corrugis, Lactarius deterrimus, Lactarius fuliginosus, Lactarius hygrophoroides, Lactarius lignyotus (comestibil), Lactarius quietus (comestibil), Lactarius pyrogalus, Lactarius rufus, Lactarius subdulcis și Lactarius volemus (cel mai savuros cu lapte alb) sau chiar cu Pseudoclitocybe cyathiformis (comestibilă, fără lapte).

## Specii asemănătoare în imagini

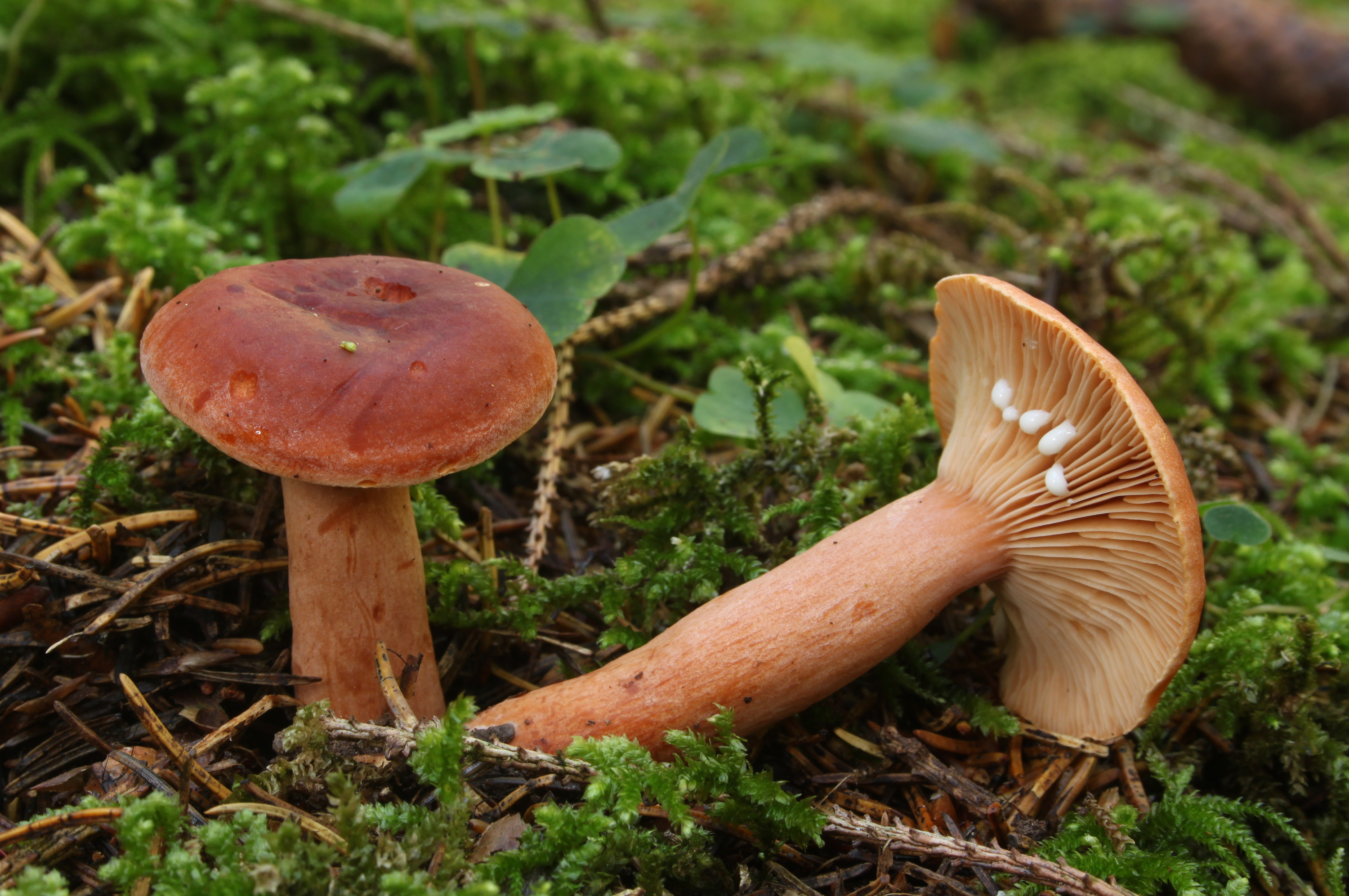
Lactarius aurantiacus
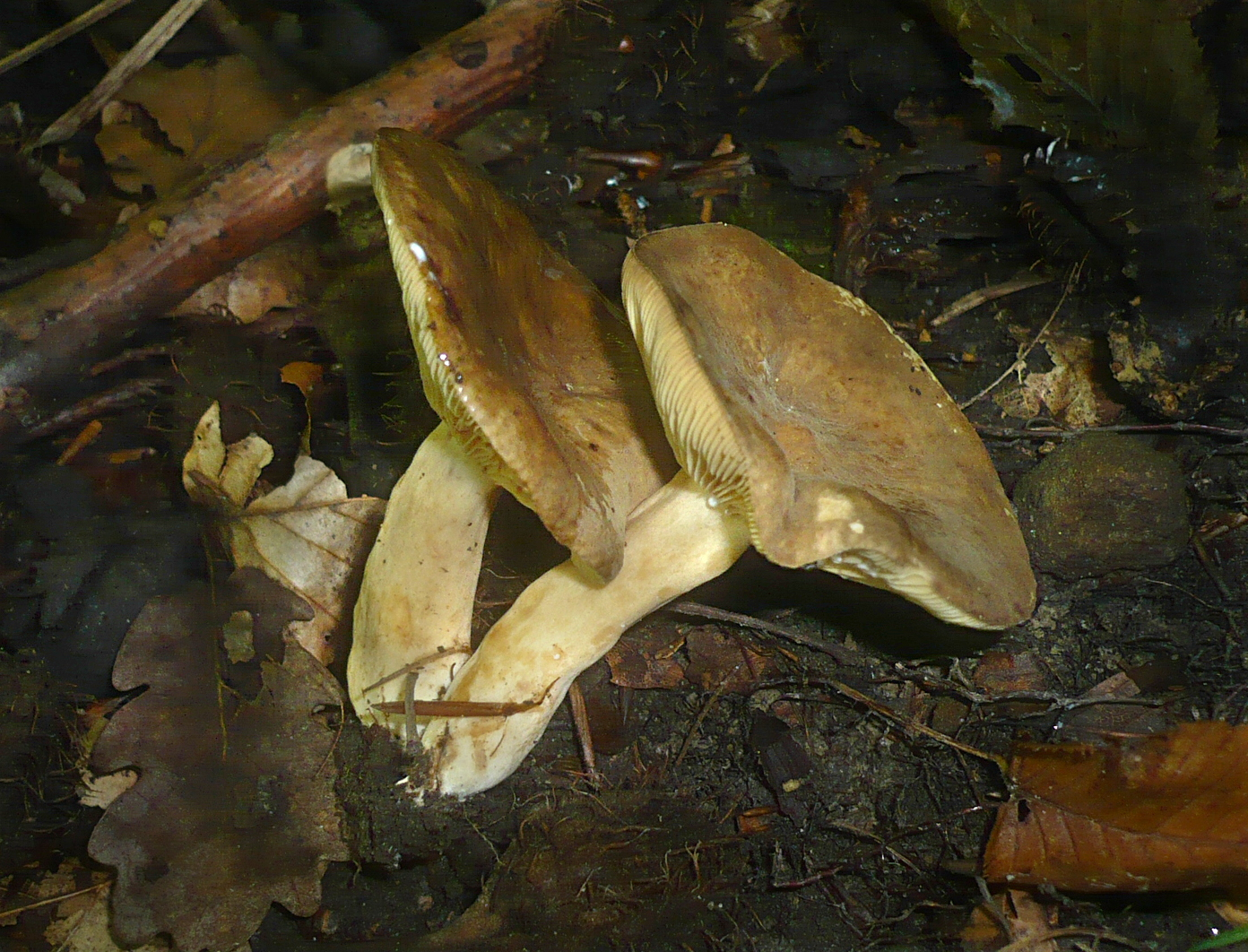
!Lactarius azonites!
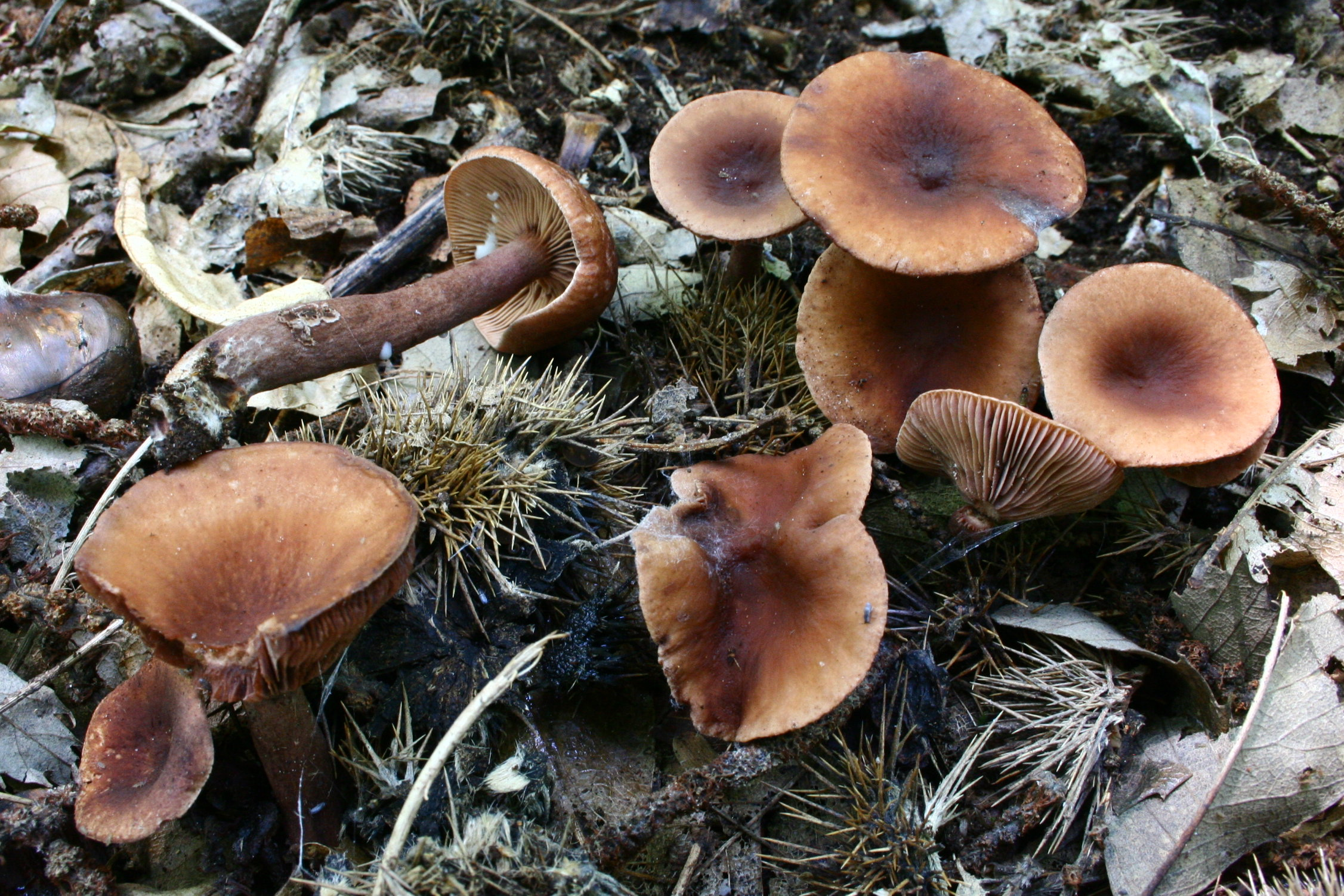
Lactarius camphoratus
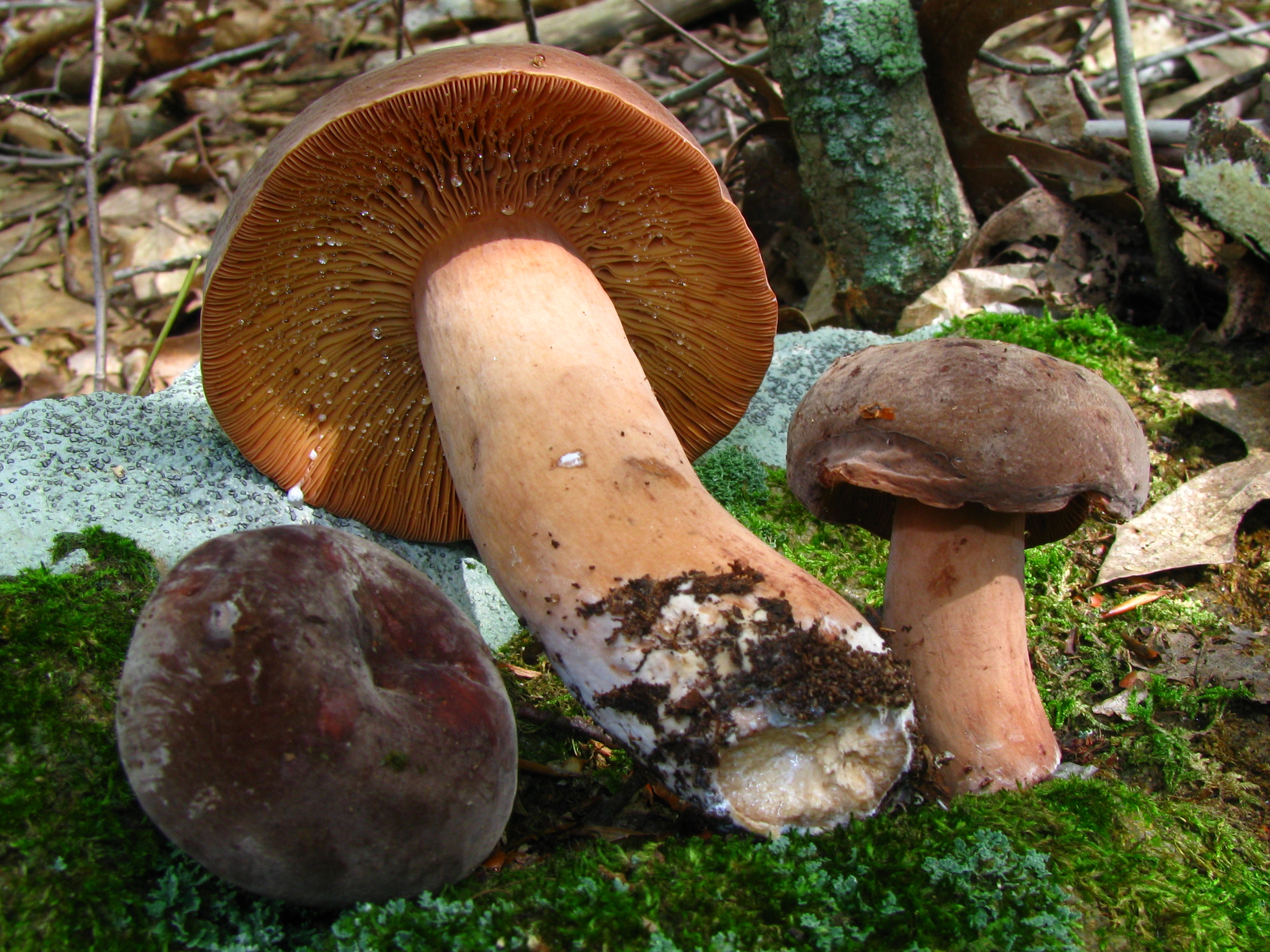
Lactarius corrugis
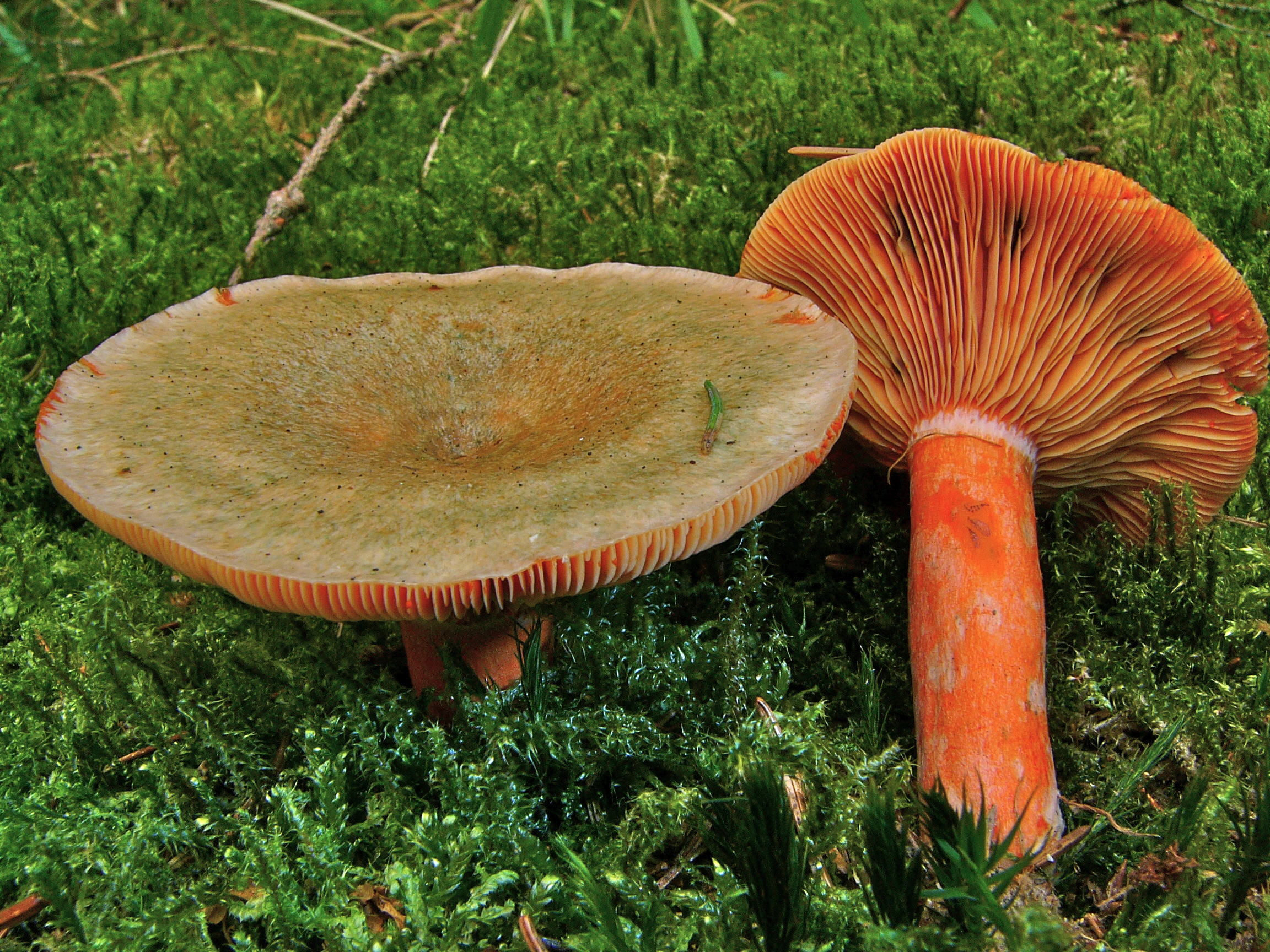
Lactarius deterrimus
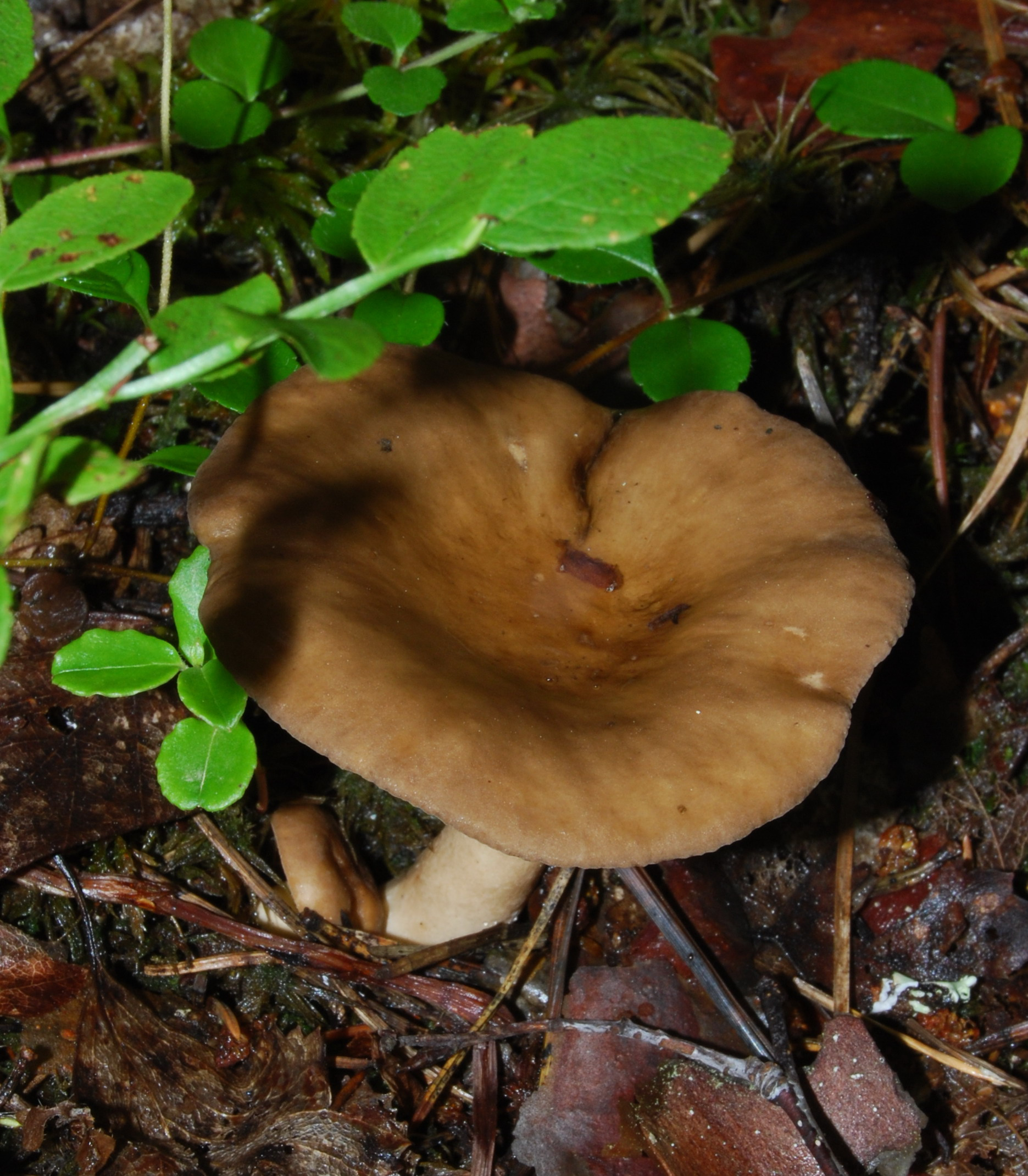
Lactarius fuliginosus
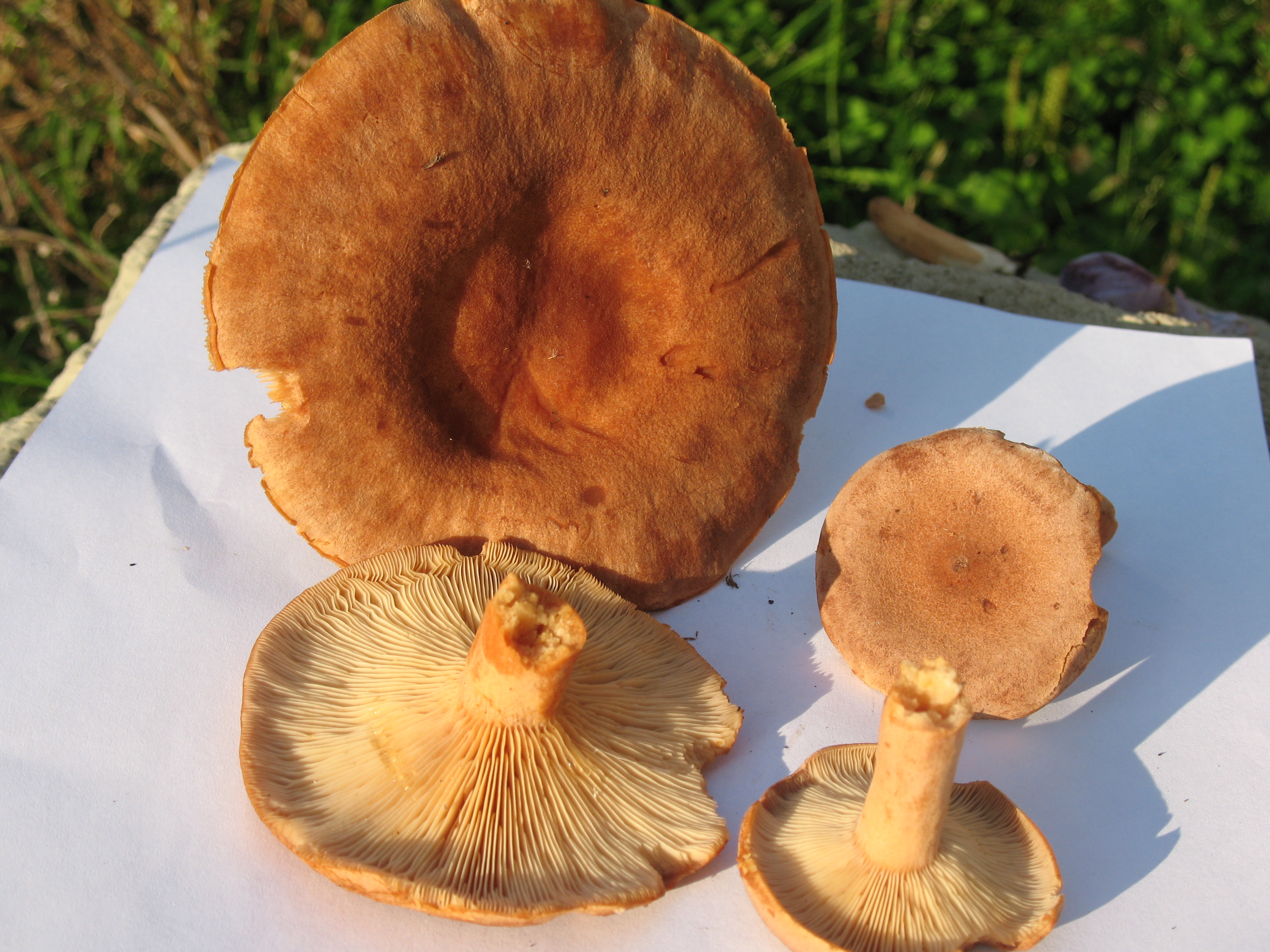
!!Lactarius helvus!!
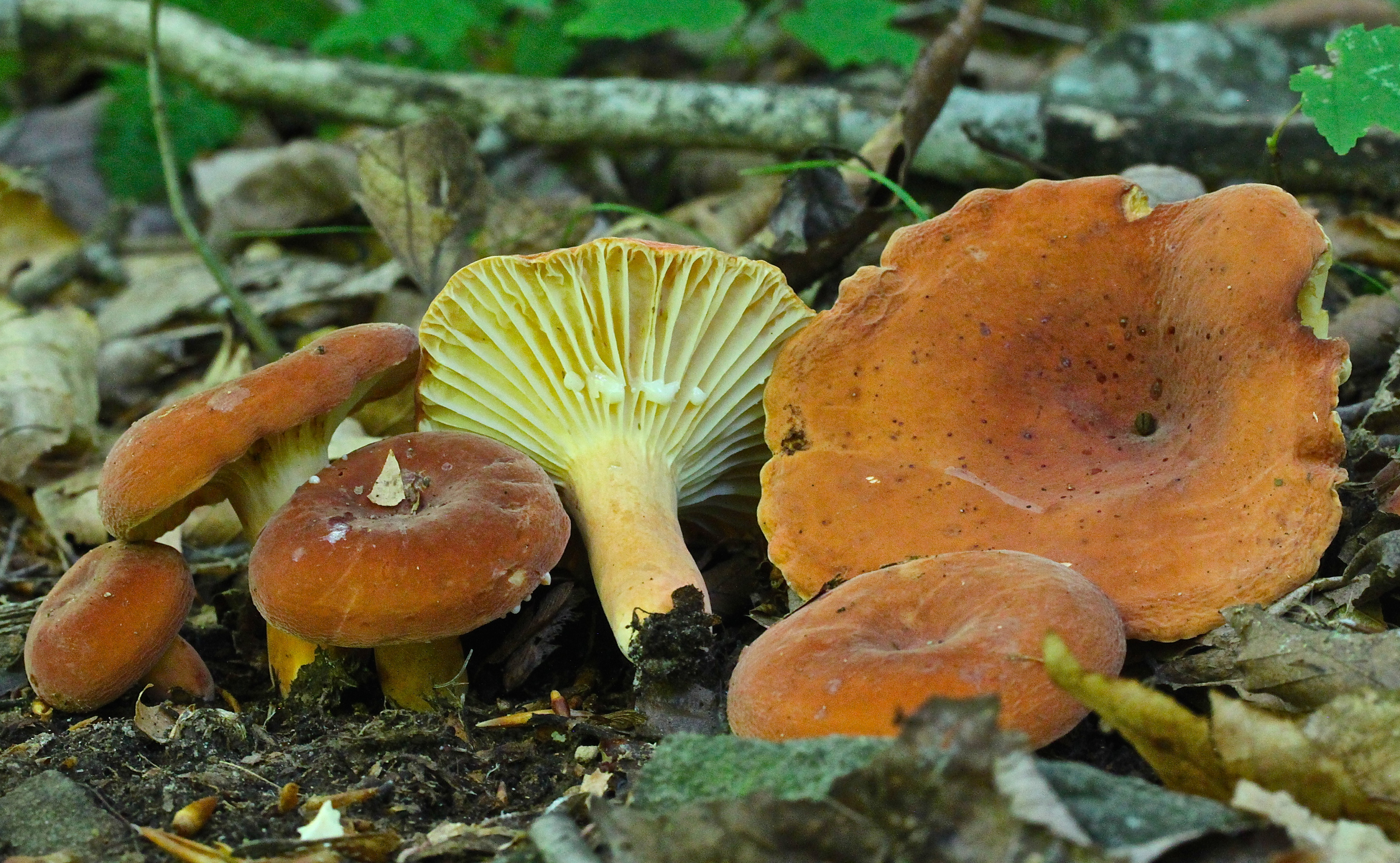
Lactarius hygrophoroides
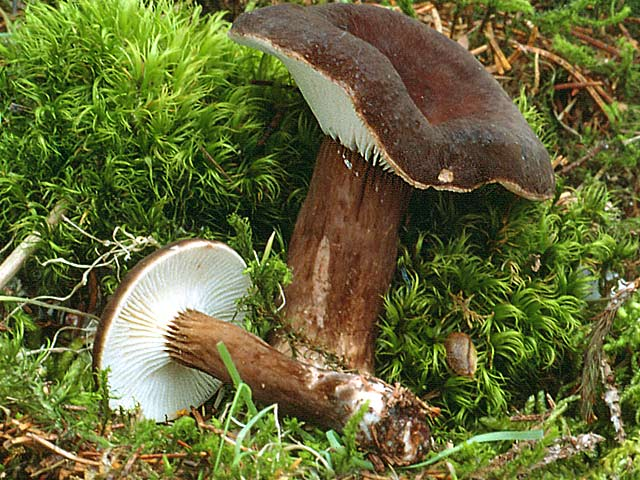
Lactarius ligniotus

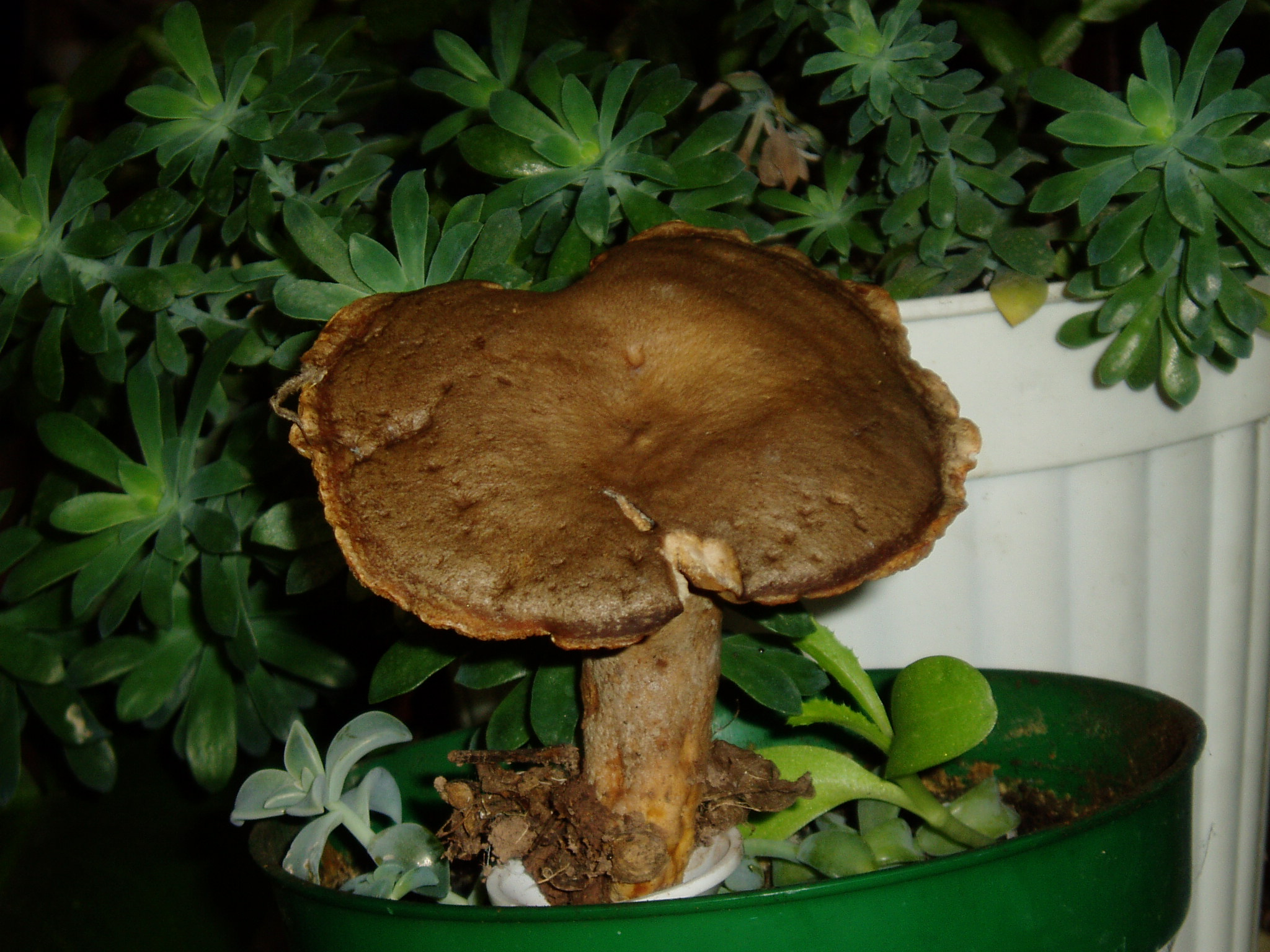
!Lactarius pyrogalus!
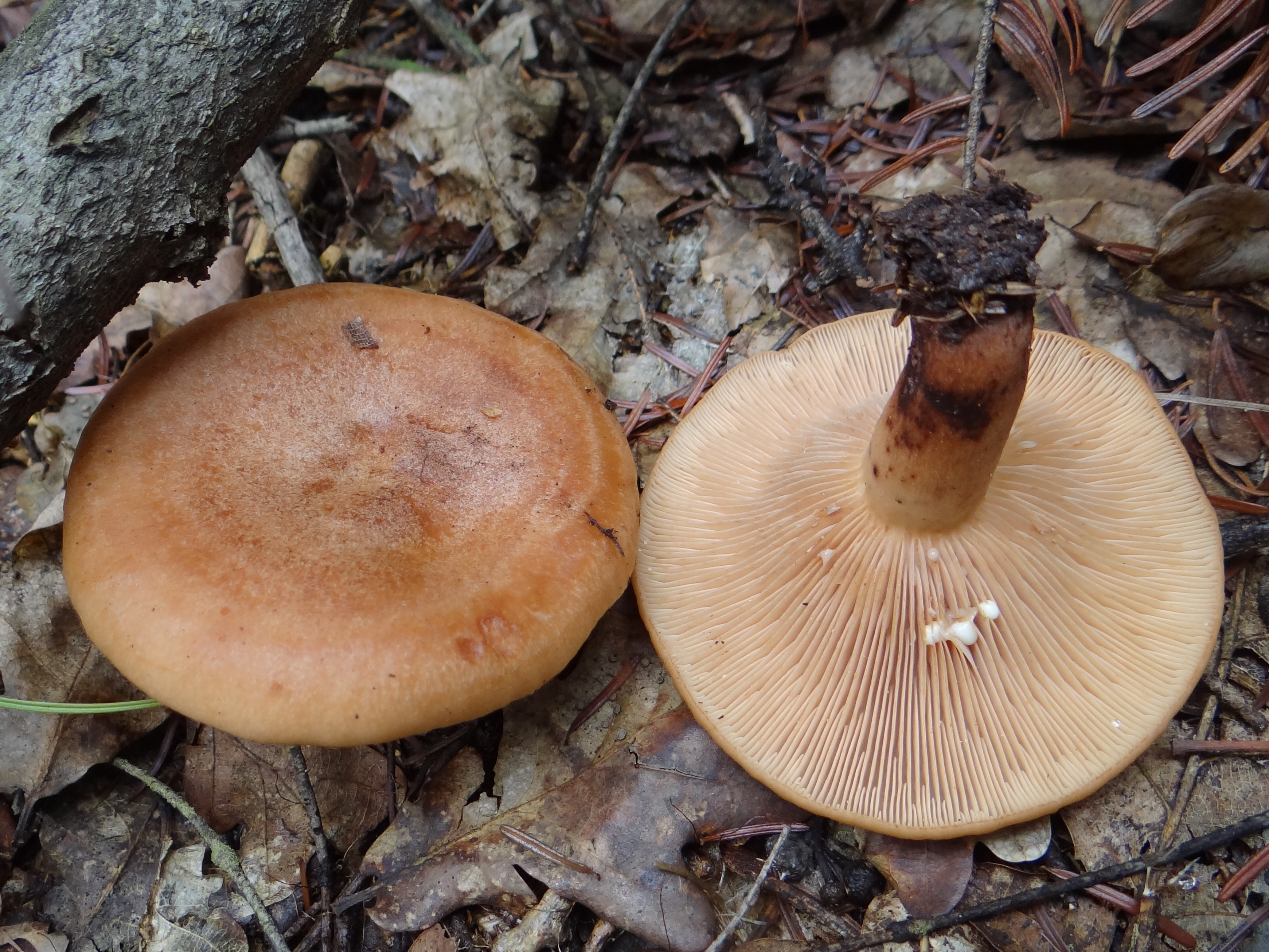
Lactarius quietus
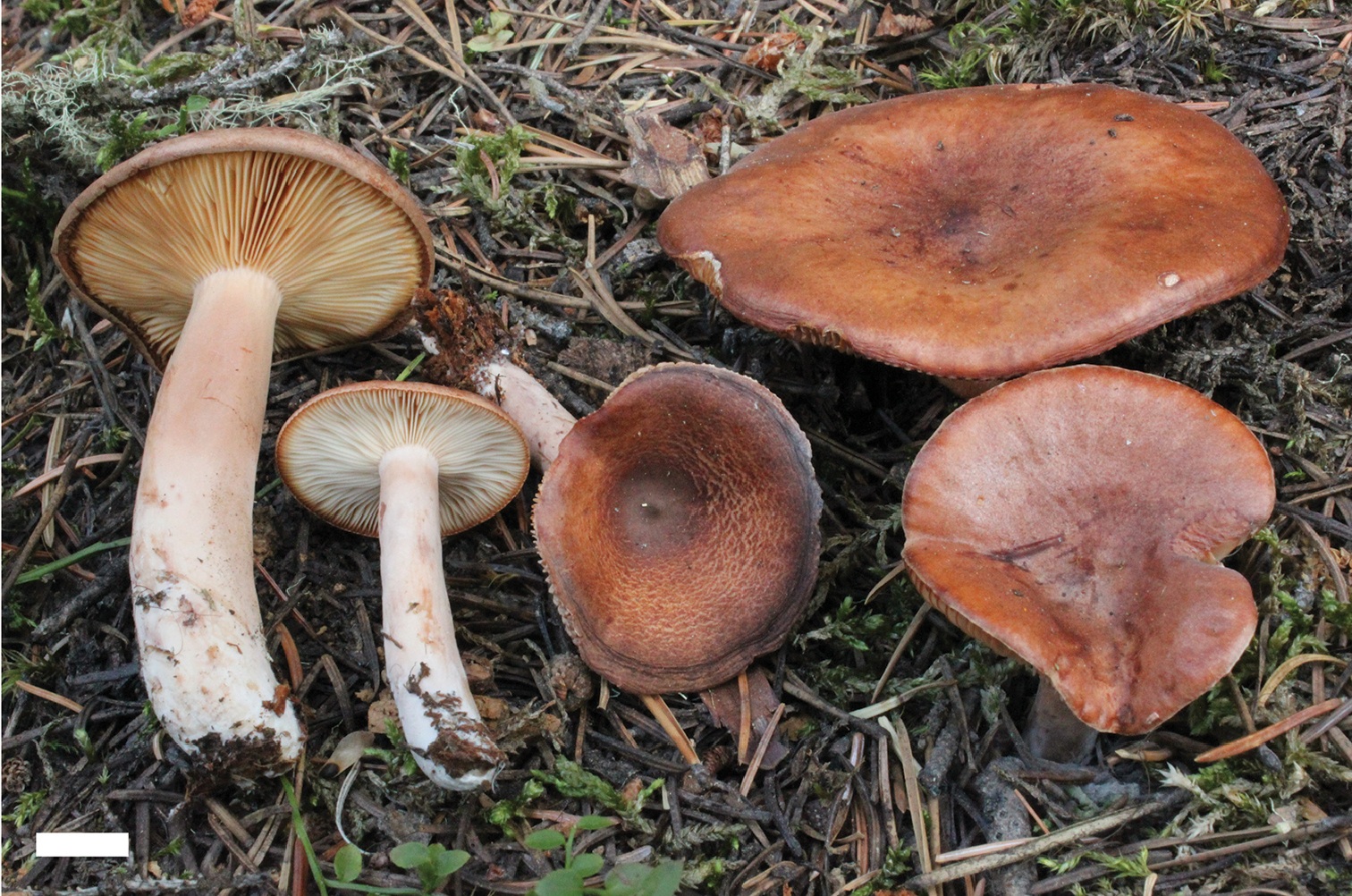
!Lactarius rufus!
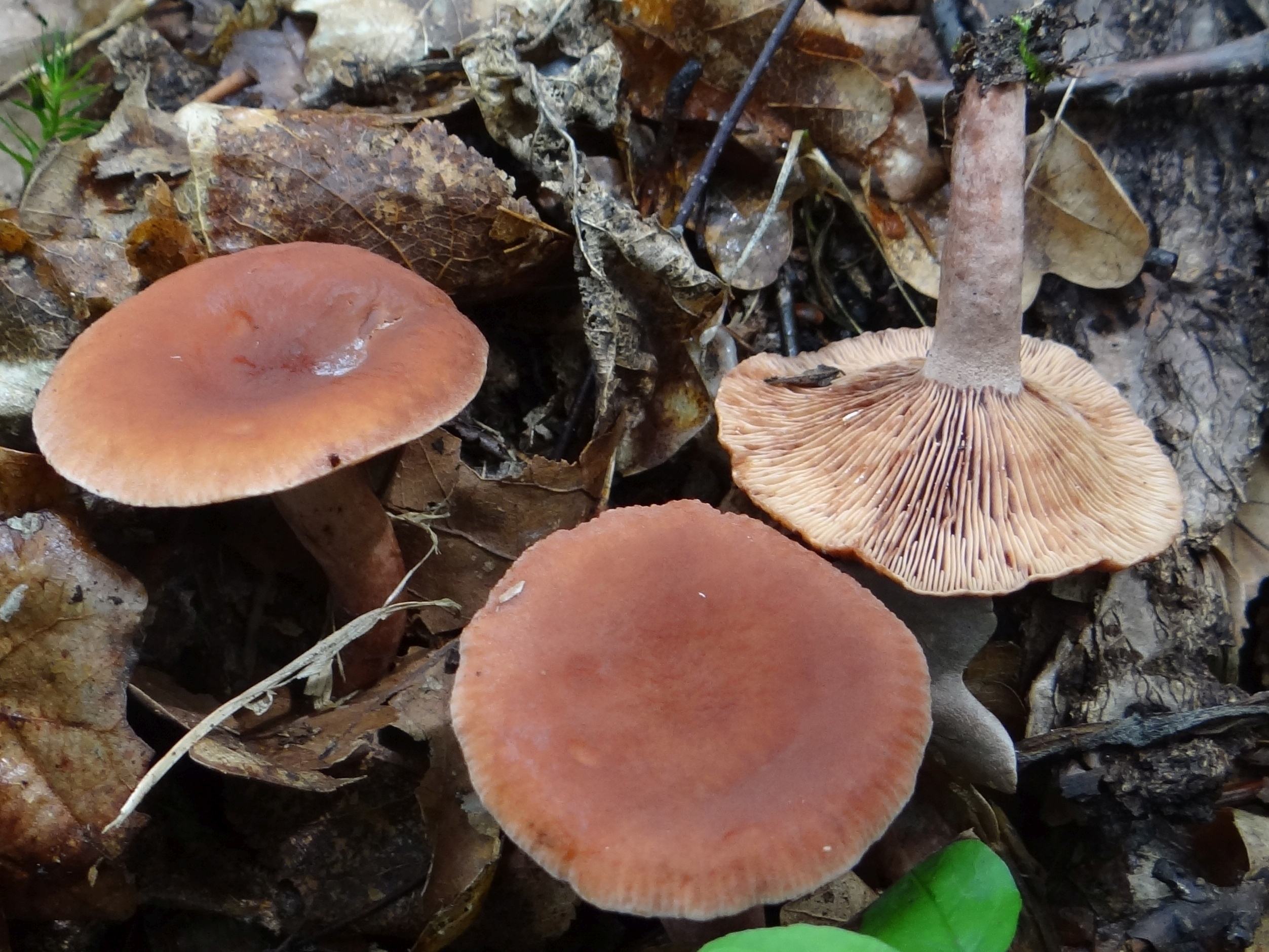
!Lactarius serifluus!
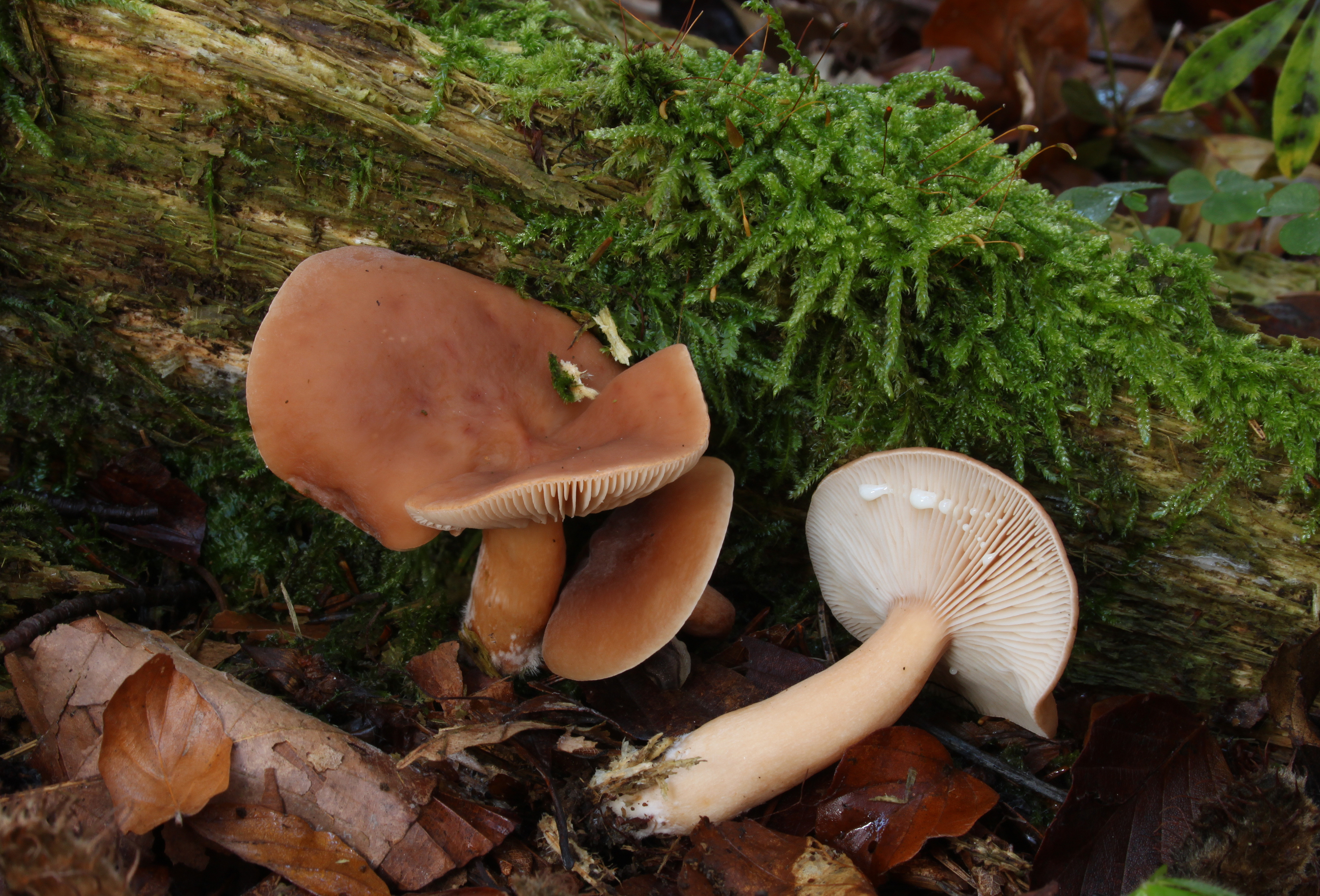
Lactarius subdulcis
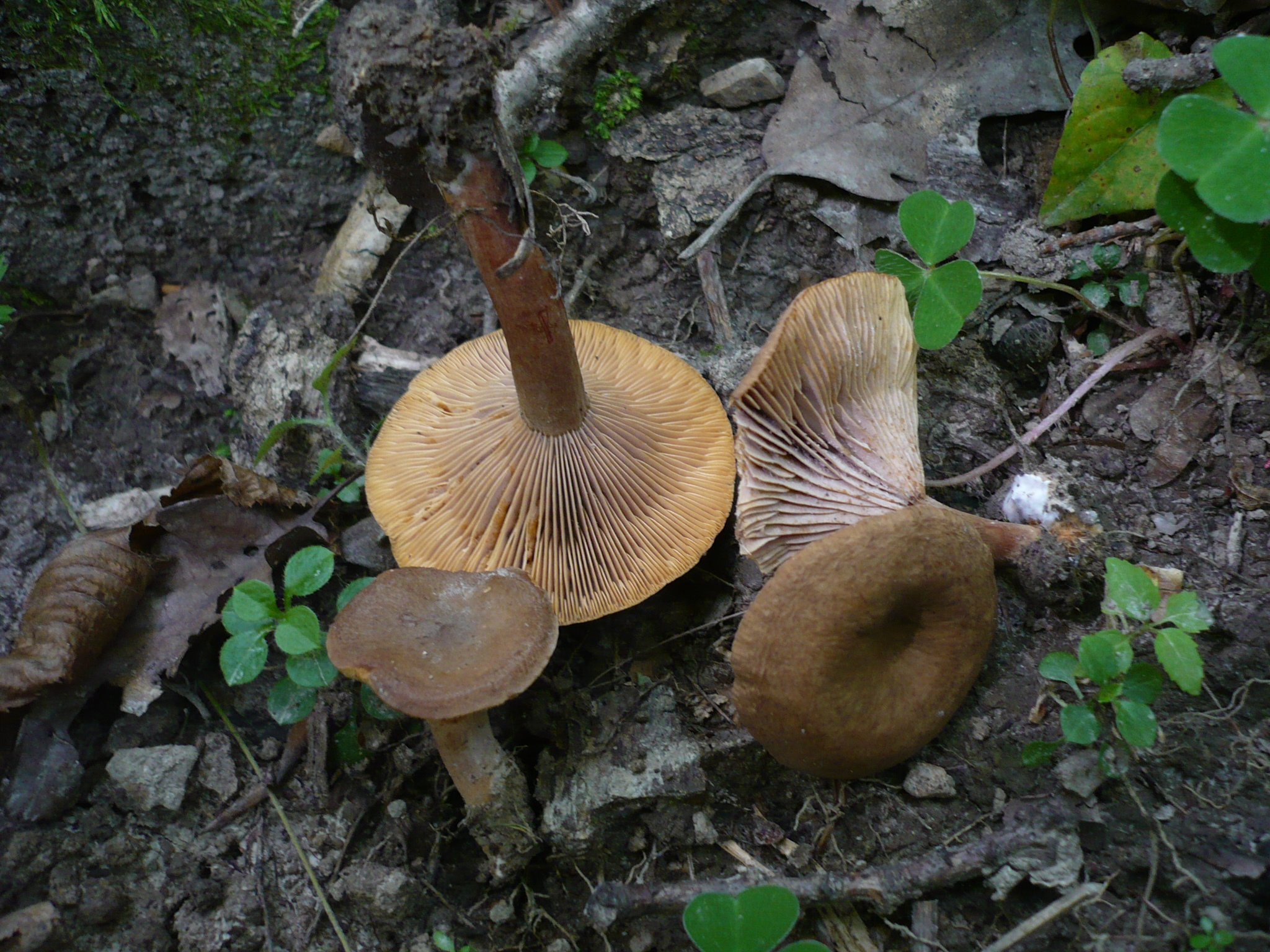
!Lactarius subumbonatus!
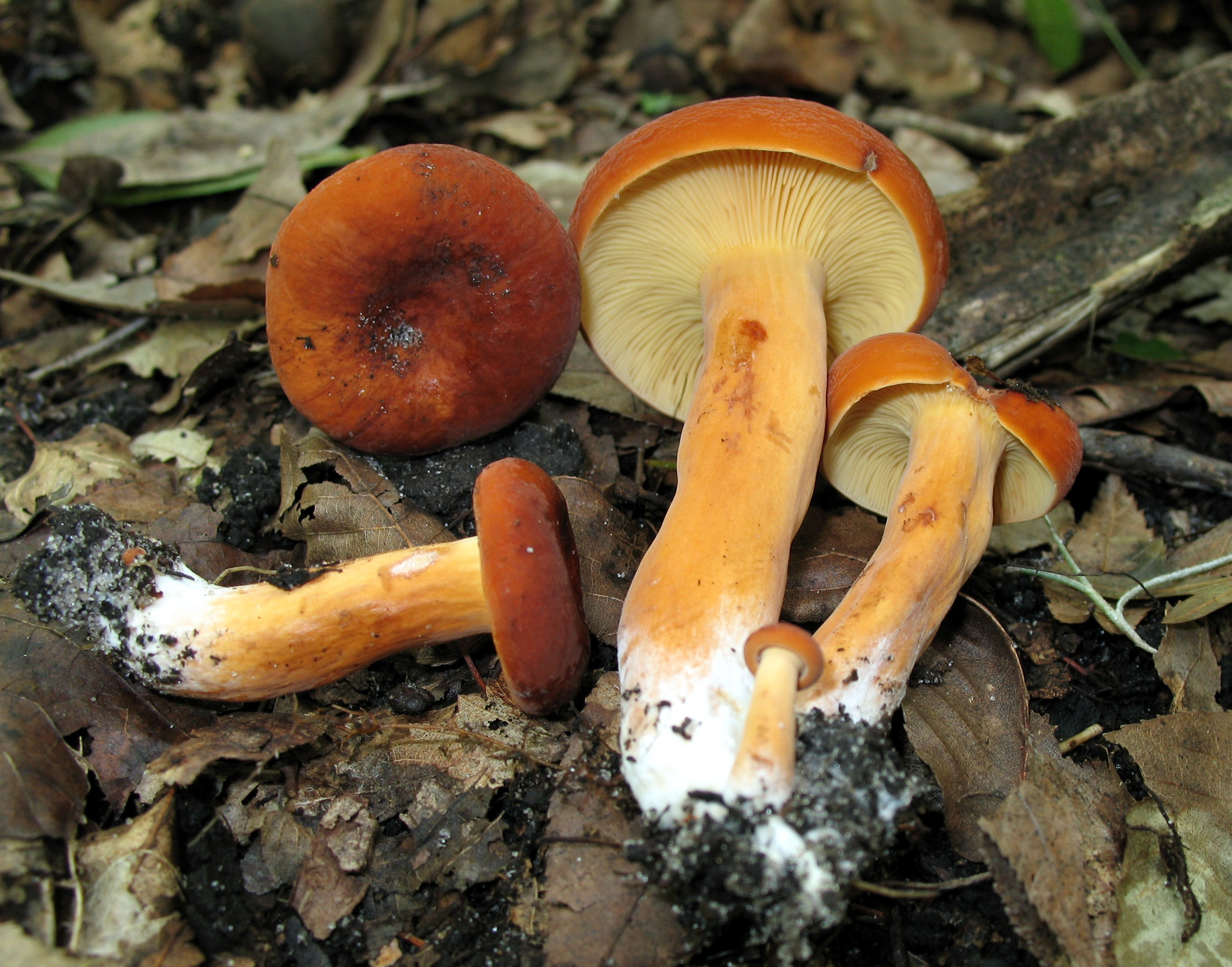
Lactarius volemus
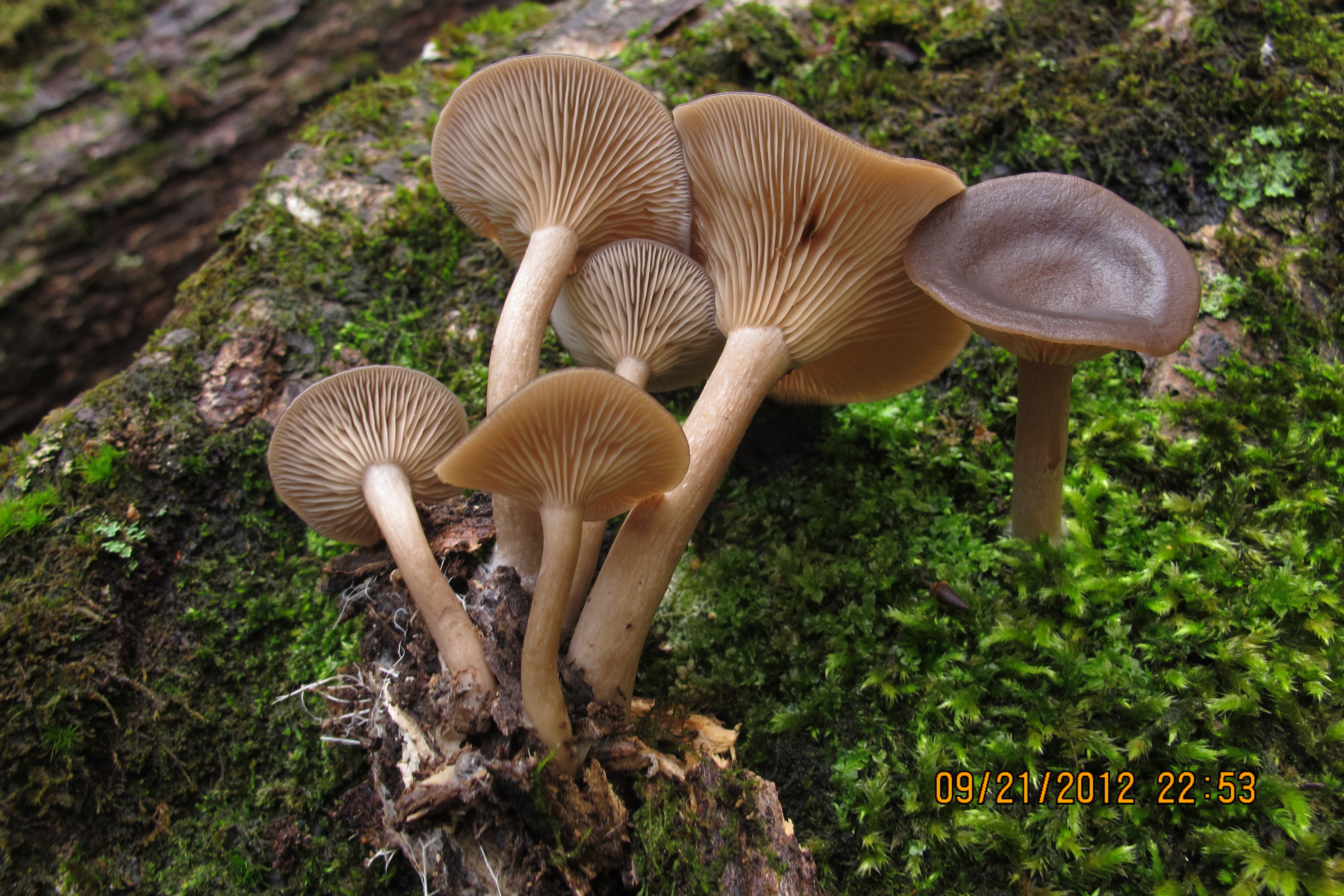
Pseudoclitocybe cyathiformis

## Valorificare
Deși de miros plăcut, specia este necomestibilă din cauza gustului extrem de iute.